# Abschnittsbefestigung Schöngeising
Die Abschnittsbefestigung Schöngeising bezeichnet eine abgegangene frühmittelalterliche Höhenburg bei 589 m ü. NHN in der Gemeinde Schöngeising im Landkreis Fürstenfeldbruck in Bayern. Die Anlage wird als Bodendenkmal unter der Aktennummer D-1-7833-0012 als „Grabhügel mit Kreisgraben und Ringwall des frühen Mittelalters“ geführt.

## Beschreibung

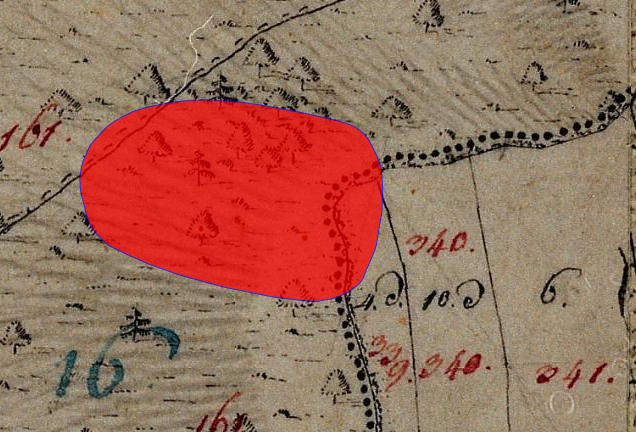
Lageplan von Abschnittsbefestigung Schöngeising auf dem Urkataster von Bayern

Die ovale Anlage liegt in einem Waldgebiet 1200 m nordöstlich der Pfarrkirche St. Johannes Baptist in Schöngeising sowie 750 m westnordwestlich der Filialkirche Hl. Kreuz von Holzhausen auf einem Sporn der Hochfläche über dem Ampertal. Die Anlage erstreckt sich ca. 140 m in Ost-West-Richtung und 75 m in Nord-Süd-Richtung. Von der frühmittelalterlichen Anlage ist als auffälliges Relikt noch ein vorgeschichtlicher Grabhügel sichtbar, der für die Befestigung eventuell als Turmhügel umgenutzt wurde, außerdem schwach erhaltene Graben- bzw. angesteilte Böschungsreste am oberen Rand der nördlichen und südlichen Spornflanken.